# Vladimir P. Štefanec
Vladimir P. Štefanec, slovenski pisatelj, * 9. maj 1964, Ljubljana, Slovenija.

## Življenje in delo
Na ljubljanski Filozofski fakulteti je diplomiral iz filozofije in umetnostne zgodovine. Poleg proze piše publicistična besedila o prevodni književnosti in likovni umetnosti. Živi v Ljubljani. Poročen je bil s slovensko slikarko Natašo Ribič.